# Rasmus Nordqvist
Rasmus Nordqvist (ur. 18 lipca 1975 w Kopenhadze) – duński polityk i projektant mody, poseł do Folketingetu, deputowany do Parlamentu Europejskiego X kadencji.

## Życiorys
Z wykształcenia projektant mody, ukończył Królewską Duńską Akademię Sztuk. Był menedżerem marki Bitte Kai Rand, a także nauczycielem w szkołach specjalizujących się w projektowaniu – Designskolen Kolding i Esmod Berlin.
Zaangażował się w działalność polityczną w ramach powołanego w 2013 ugrupowania Alternatywa. W wyborach w 2015 z ramienia tej partii uzyskał mandat posła do duńskiego parlamentu. W 2019 z powodzeniem ubiegał się o reelekcję. W 2020 zrezygnował z członkostwa w Alternatywie, w tym samym roku dołączył do Socjalistycznej Partii Ludowej. W duńskim parlamencie zasiadał do 2022. W 2024 został natomiast wybrany do Europarlamentu X kadencji.